# Kovit Noyyam
Kovit Noyyam (thailändisch โกวิท น้อยแย้ม; * 10. Januar 1994) ist ein thailändischer Fußballspieler.

## Karriere
Kovit Noyyam stand bis 2019 beim IPE Samut Sakhon United FC unter Vertrag. Wo er vorher gespielt hat, ist unbekannt. Der Verein aus Samut Sakhon spielte in der vierten thailändischen Liga, der Thai League 4, in der Western Region. 2020 wechselte er zum ebenfalls in Samut Sakhon beheimateten Zweitligisten Samut Sakhon FC. Sein Zweitligadebüt für Samut in der Thai League 2 gab er am 16. Februar 2020 im Heimspiel gegen den Chiangmai FC. Hier stand er in der Anfangsformation und wurde in der 74. Minute für Aitipol KaewKeaw ausgewechselt. Bis Ende 2020 absolvierte er für Samut zwölf Spiele in der zweiten Liga. Am 10. Dezember 2020 unterschrieb er einen Vertrag beim Drittligisten Nakhon Si United FC. Mit dem Verein aus Nakhon Si Thammarat spielte er in der Southern Region der Liga. Der Pathumthani University FC, ein Verein, der in der Western Region spielte, nahm ihn im Sommer 2021 unter Vertrag. Für den Verein aus Ayutthaya bestritt er fünf Ligaspiele. Nach einer Saison wechselte er im Sommer 2022 zu dem in der Bangkok Metropolitan Region spielenden Samut Sakhon City FC. Ab der Spielzeit 2024/25 spielte er mit dem Verein in der Western Region. Nach insgesamt 32 Ligaspielen wechselte er im Januar 2025 in die Western Region, wo der sich dem Thap Luang United FC anschloss.